# NGC 3243
NGC 3243 je lećasta galaktika u zviježđu Sekstantu.

## Vanjske poveznice
- SEDS: NGC 3243
- (eng.) Revidirani Novi opći katalog
- (eng.) Izvangalaktička baza podataka NASA-e i IPAC-a
- (eng.) Astronomska baza podataka SIMBAD
- (eng.) VizieR